# Teupasenti
Teupasenti è un comune dell'Honduras facente parte del dipartimento di El Paraíso.
Il comune venne istituito nel 1859.